# Embaixada de Portugal em Londres
A Embaixada de Portugal em Londres é a missão diplomática de Portugal no Reino Unido. A embaixada está localizada em Belgrave Square, Belgravia, em dois edifícios separados, e existe também um consulado português em Portland Place, Fitzrovia.

## Historia
A Embaixada de Portugal esteve anteriormente situada em 23-24 Golden Square, Soho, Londres, W1F 9JP de 1724 a 1747; o Marquês de Pombal serviu como Embaixador de 1738 a 1744. Durante este período, uma capela (atualmente a Igreja de Nossa Senhora da Assunção e São Gregório) esteve sob a proteção da embaixada. De 1747 a 1829, a embaixada esteve situada em South Audley Street, 74, em Mayfair.
A embaixada está atualmente situada num terraço em estuque de c. 1825, desenhado por George Basevi. O edifício faz parte de um grupo único de edifícios classificados de Grau I em 1-11 Belgrave Square.
Em 2 de fevereiro de 2002, realizou-se uma cerimônia na esquina da praça em frente à embaixada, na qual foi inaugurada uma estátua do príncipe anglo-português Henrique, o Navegador, cuja ascendência inglesa provinha da sua mãe, Filipa de Lancaster. A estátua é uma cópia da estátua de Fall River, Massachusetts, Estados Unidos, da autoria de Aristide Berto Cianfarani.